# فيل سميث (لاعب كرة قدم بريطاني)
فيل سميث (بالإنجليزية: Phil Smith)‏ هو لاعب كرة قدم بريطاني (وحمل سابقاً جنسية المملكة المتحدة لبريطانيا العظمى وأيرلندا) في مركز الهجوم، ولد في 1885 في المملكة المتحدة. لعب مع تشيلسي ونادي بيرنلي ونادي كرو ألكساندرا.

## وصلات خارجية
- فيل سميث على موقع قاعدة بيانات كرة القدم.إي يو (الإنجليزية)